# Göteborgs Kamgarnsspinneri

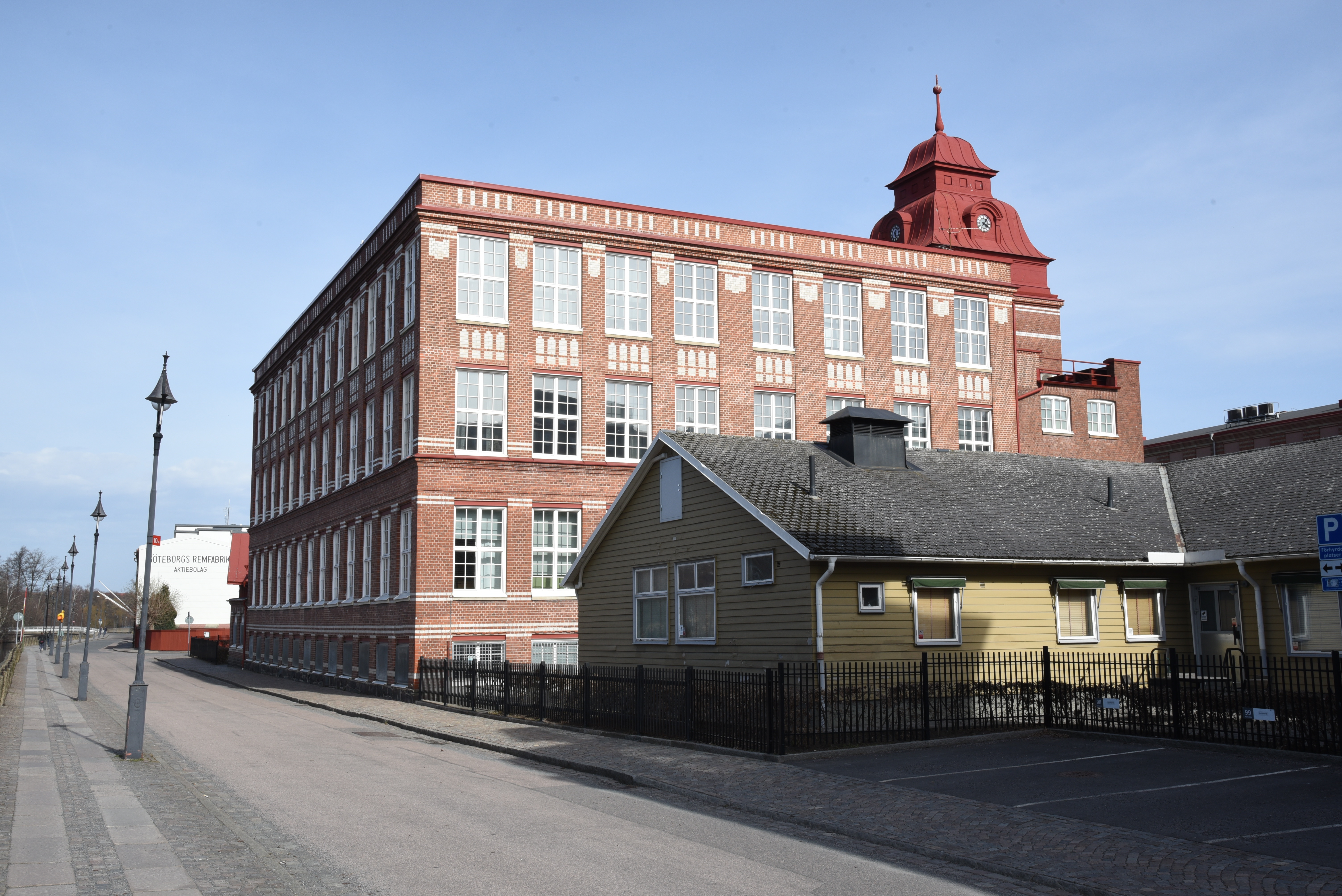
Göteborgs Kamgarnsspinneri vid Åvägen 17.

Göteborgs Kamgarnsspinneri grundades 1896 i Gårda av Gustaf Werner och Wilhelm Carlström. Byggnaden hade engelska förebilder och byggdes i tre våningar. 1912 var verksamheten den största fabriken i det industritäta Gårda med 500 anställda. Här tillverkades ullgarn fram till 1960-talet.
År 1956 beslöts att överföra tillverkningen vid Lana Kamgarnsspinneri till Göteborgs Kamgarnsspinneri.